# Bromazolam
Bromazolam ist eine psychoaktive Verbindung aus der Gruppe der Triazolobenzodiazepine, welches erstmals 1976 von Jackson B. Hester Jr. synthetisiert wurde. Bei der Substanz handelt es sich um ein strukturelles Analog von Alprazolam, bei dem die Chlorsubstitution am Benzolring durch eine Bromsubstitution ersetzt wurde. Ähnlich wie dieses, wirkt Bromazolam als ein nicht-subtypselektiver Agonist an der Benzodiazepin-Bindungsstelle der GABAA-Rezeptoren mit einer Bindungsaffinität von 2,81 nM am α1-Subtyp, 0,69 nM an α2 und 0,62 nM an α5. Die Substanz wird als Forschungschemikalie im Internet vertrieben und wurde hier erstmals 2016 in Schweden von der EMCDDA identifiziert.

## Missbrauch
In einer Studie bezüglich der Missbrauchsgefährdung zeigte Bromazolam bei Ratten eine dosisabhängige Substitution für Midazolam mit einer ED50 von 0,54 mg/kg, vergleichbar mit Diazepam. Bromazolam wird meist in Form von Tabletten oder Pulver sichergestellt. Berichte aus Internetforen deuten darauf hin, dass es oral konsumiert wird, etwa als Tablette, Kapsel oder in Lösungen.

## Rechtsstatus
In Deutschland unterliegt Bromazolam der Anlage II des BtMG. Dies bedeutet, dass Herstellung, Handel und Besitz dieses Stoffes ausschließlich mit einer behördlichen Erlaubnis gemäß § 3 BtMG erlaubt sind. Eine medizinische Verschreibung hingegen ist nicht zulässig.